# I+chip=memory
i+chip=memory(あいちっぷめもりー) は、日本の女性アイドルグループ。モンスター・プロジェクト所属。

## 概要
2015年にデビューした未来型アイドルユニット。

### i*chip_memory
(読み：あいちっぷめもりー、通称：あいちっぷ、ちっぷ)
2015年4月29日より「2020年からやってきた未来型究極エンターテイメントユニット」として活動。メンバーの変遷を経た2019年チーム制を導入、「恋する未来型救世主(こいするデジタルデバイス)」というキャッチフレーズになる。2020年を迎える前日のライブにて活動終了と翌日からicmworks.へ改名を発表。

### icmworks.
(読み：あいしーえむわーくす)
2020年1月1日より活動の多角的アミューズメント集団、刹那的世界線。とFANTASTic*VISIONメンバーが共に出演する際にicmworks.名義を使用。

#### 刹那的世界線。
(読み：せつなてきせかいせん、通称：セツセカ、せつな)
2020年1月1日、i*chip_memory:primaryから改名、主にミライト以降の後に2ndアルバムに収録される楽曲を担当。同年8月30日活動休止。

#### FANTASTic*VISION
(読み：ふぁんたすてぃっくびじょん、通称：FV、ふぁんび、ふぁんたび、ふぁんた)
2020年1月1日、i*chip_memory:secondaryより改名、主に1stアルバムの楽曲を担当し「女の子はいつもファンタスティック」「女の子の日常を切り取ったユニット私達FANTASTic*VISIONです」という自己紹介がなされた。同年12月31日活動休止。

### i+chip=memory
(読み：あいちっぷめもりー、通称：あいちっぷ、ちっぷ)
2021年4月29日より「未来型アミューズメントユニット」として活動。

### もぐちっぷ
2023年1月2日、モンスタープロジェクト公式Twitterアカウントよりmogu☆mogu、i+chip=memoryのメンバーでの新企画ユニット『もぐちっぷ』を発表。双方のコンセプト（食べ物、制服アイドル宇宙未来）にかからない楽曲を主に担当。2024年12月27日解散。

## 略歴
2015年4月29日、2020年よりやってきたという設定の雪村りか・美月菜愛・花園えりい の3人組としてi*chip_memoryデビュー、事務所の先輩clip-clopの楽曲を歌う。
2016年7月30日、初のオリジナル楽曲「恋のtkmk相対性理論」を披露、1stアルバムのタイトル曲。
2017年1月22日、宇宙からやってきたという設定の白井みなみ・葵乃森あずき・中恵マリアの3人が加わり6人グループとなる。
2017年7月19日、初のオリジナル楽曲のみのCD、2nd single「Timemachine*memory_2」リリース。「ミライト-Riding a Timemachine-」「Memories-キロクとキオク-」収録。
2017年9月6日、東高円寺 笑や にて月2回程度のレギュラートークバラエティ　のちの「あいとれ」スタート。
2017年10月19日、雪村りかが他社所属のRiicoとユニットを結成、りりのメンバーとしても活動する。
2018年4月21日、白井みなみ、無期限休業と発表される。
2018年4月28日、3年目最終日、「大好きな君に会いにいく～TOKYO FM HALL編～ 夜の部 」が1000回目のライブ出演となる。
2018年5月2日、Shibuya Cross-FMにて毎月第1水曜レギュラー番組「i*chip_memory 未来の想い出」スタート。
2018年10月18日、雪村りか、しばらくの間お休みと発表される。
2018年11月4日、美月菜愛 卒業公演、月を引き継ぐ者として優月ひなが加わる。夜公演より事務所の新人によるMONSTER's_eggはじまる。
2018年12月6日、葵乃森あずき、しばらくの間お休みと発表される。
2018年12月30日、雪村りか、卒業。
2019年1月26日、TOKYO FMホール単独公演にて中恵マリア卒業、白井みなみ復帰。夜公演よりMONSTER's_eggから雪野ななみ・風和百果・深山れん・水樹望音・七光美咲・恋火もも・虹林美佐・鳥住奈央が昇格、11人体制。
2019年2月26日、MONSTER's_egg ID：12番 まこと のi*chip_memory研究生への昇格と、毎週火曜放送のニコ生公式番組「IGL CH@NNEL」の3代目MCをi*chip_memoryが担当することを発表。
2019年5月1日、SHIBUYA duo MUSIC EXCHANGにて結成4周年&新体制初単独公演、透明感まこと が加入し12人体制となる。
2019年7月、Twitterにて チーム制の場合の表記「i*chip_memory:primary…雪野・優月・花園・白井・風和・深山」「i*chip_memory:secondary…水樹・七光・恋火・透明感・虹林・鳥住」をお知らせ。「笑顔の理由-ReStart-」で　はじめてMVが作成され、テレビ朝日の番組などでタイアップされる。
2019年7月20日、SEKIGAHARA IDOL WARS 〜関ケ原唄姫合戦〜史上初の２ステージ同時出演、チーム制(primary、secondary)での初ステージ。
2019年11月18日、翌日のsecondary主催ライブの告知にて 恋火もも休業中のためお休み と発表される。
2019年12月31日、i*chip_memoryとしての活動を終了し、次の段階に進むためicmworks. として来年から活動することがライブ終わりのMCにて発表された。
2020年1月1日、i*chip_memory:primary は 刹那的世界線。 へ、i*chip_memory:secondary は FANTASTic*VISION へ名称変更。
2020年8月1日、icmworks.新メンバーとして星野えりこ加入。8月25日よりFANTASTic*VISIONメンバーとして活動。
2020年8月29日、FANTASTic*VISIONから鳥住奈央が卒業。鳥住はライブアイドル卒業後も女優活動を行っており、公式Twitterアカウントがicmworks.名義の時期は公式からも引き続き告知がなされた。
2020年8月30日、花園えりい卒業、白井みなみ・風和百果・深山れん契約終了に伴い活動終了し、刹那的世界線。は活動休止となる。
2020年9月7日、雪野ななみ・優月ひな について刹那的世界線。が活動再開するまで mogu☆mogu へ在籍出向と発表、後に兼任扱いとなる。
2020年9月19日よりFANTASTic*VISIONは七光・透明感・星野の3名で活動、23日虹林美佐 脱退および水樹望音 契約満了につき活動終了を発表。
2020年12月31日、透明感まこと卒業、FANTASTic*VISION活動休止。
2021年1月1日、icmworks.公式TwitterのBio欄に「ichipmemory. still alive.」の文字が掲載される。七光美咲が宮川晶瑚に改名。
2021年3月31日、宮川晶瑚 退所、翌日のライブは雪野・優月・星野の3名で出演。
2021年4月1日、i+chip=memoryスタートのお知らせ。メンバーは雪野ななみ・優月ひな・星野えりこ・美月から改名し復帰した花咲菜愛・新加入の天羽すい・FEAMの翠田みゆ の6人体制。29日、単独公演「Live Memory*2021_Spring【ichipmemory stay alive！！】」にてi+chip=memoryスタート。
2022年2月8日 星野えりこ について3月末を持って活動終了し最終公演は4月に調整と発表、4月26日 星野えりこファイナル公演。
2022年2月22日、新体制では初となるCD、2ndアルバム「Stay Alive-それぞれのMemories-」リリース。6月15日よりサブスクリプションを含む配信開始。
2022年10月25日、雪野ななみ療養の為しばらくお休みと発表。
2022年11月8日、モンスタープロジェクト公式アカウントより 雪野ななみ・天羽すい が2022年12月24日をもって卒業し事務所退所となることを発表。
2023年1月2日、モンスタープロジェクト公式Twitterアカウントおよび各メンバーアカウントよりmogu☆mogu、i+chip=memoryのメンバーでの新企画ユニット『もぐちっぷ』に関して発表。メンバーはi+chip=memoryの花咲菜愛、mogu☆moguと兼任中の優月ひな、mogu☆moguの八木椛、片桐わかな、小桜める、姫乃こうめ　の６名。1月7日よりライブ活動開始。なおメンバーカラーについて花咲があいちっぷとは異なる青色を、優月はもぐもぐとは異なる黄色を担当。以後もぐちっぷがメインの活動となる。
2023年3月28日、花咲菜愛卒業公演。
2023年9月26日、新曲「初恋デスティニー」披露。
2023年12月29日、小桜める卒業。
2024年3月17日、雪野ななみ復帰。
2024年7月27日、優月ひな卒業。コラボ出演を除くとこの日がi+chip=memoryとして2024年唯一の出演となった。
2024年12月27日、もぐちっぷ解散。
2025年現在、1st albumの一部楽曲と事務所の先輩グループの楽曲を前年発足の気まぐれモンスターが、2nd albumの楽曲を翠田みゆ参加のステラキャプチャーが披露している。

## メンバー

### i+chip=memory
| 氏名                    | 誕生日  | エレメント | イメージカラー | 出身地 | 趣味                 | 特技           | 備考                                                         |
| ----------------------- | ------- | ---------- | -------------- | ------ | -------------------- | -------------- | ------------------------------------------------------------ |
| 翠田みゆ （みすだみゆ） | 1月21日 | 翠         | グリーン       | 千葉県 | 可愛いものを見ること | アルトサックス | 4期生 FEAMの緑と兼任 もぐちっぷには不参加 ステラキャプチャー |

### 旧メンバー
- 雪村りか[注釈 2]
- 葵乃森あずき[注釈 3]
- 中恵マリア[注釈 4]
- 恋火もも[注釈 5]
- 花園えりい[注釈 6]
- 白井みなみ[注釈 7]
- 風和百果[注釈 8]
- 深山れん[注釈 9]
- 虹林美佐[注釈 10]
- 水樹望音[注釈 11]
- 透明感まこと[注釈 12]
- 宮川晶瑚(七光美咲)[注釈 13]
- 鳥住奈央[注釈 14]
- 星野えりこ[注釈 15]
- 天羽すい[注釈 16]
- 花咲菜愛(美月菜愛)[注釈 17]
- 優月ひな[注釈 18]
- 雪野ななみ[注釈 19]

## 作品

### 映像作品

#### 映画・舞台映像
- 2020年12月28日 配信・DVD E-Stage Topia「meteor soda」鳥住奈央 出演[169][170]
- 2021年1月21日 DVD・配信「アイドルスナイパーTHE MOVIE」鳥住奈央 出演[171][172]

#### イメージビデオ
- 2017年5月26日、DVD「あずきっず」葵乃森あずき [118][119]
- 2020年1月24日、Blu-ray / DVD 「大好きなお姉ちゃん」鳥住奈央[173]

#### ミュージックビデオ
- 2017年12月23日　りり 1st Sg「Motto Motto Motto」[116]
- 2019年9月4日　i*chip_memory「笑顔の理由-ReStart-」[61]

#### 歌い分け視聴動画
- 2021年5月1日【i+chip=memory】Memories-キロクとキオク- 歌い分け(FULL) [174]
- 2021年5月5日【i+chip=memory】はじめてだよ 歌い分け(FULL) [175]
- 2021年6月19日【i+chip=memory】流星シンパシー-futureStyle- 歌い分け(FULL) [176]
- 2021年10月6日【i+chip=memory】Stay Alive-それぞれのMemories- 歌い分け視聴動画 [177]

#### リリックビデオ
- 2022年2月20日【Lyric Video】Stay Alive -それぞれのMemories-【Full】 [178]

## ライブ
| 年     | 形態                 | タイトル | 会場                              |
| ------ | -------------------- | --- | --------------------------------- |
| 2016年 | 単発コンサート       | Live Memory*2016_Spring【Hello 2016...login to 2020】                                                          | 4月29日 高円寺HIGH                |
| 2016年 | ジョイントライブ     | 【Early Summer Festival 2016】～夏のはじめの雪祭～                                                             | 7月4日 新宿RUIDO K4               |
| 2016年 | ジョイントライブ     | 【Early Summer Festival 2016】～夏のはじめの月祭～                                                             | 7月5日 新宿RUIDO K4               |
| 2016年 | ジョイントライブ     | 【Early Summer Festival 2016】～夏のはじめの花祭～                                                             | 7月6日 新宿RUIDO K4               |
| 2016年 | ジョイントライブ     | 【Early Summer Festival 2016】～夏のはじめの星祭～                                                             | 7月7日 新宿RUIDO K4               |
| 2017年 | 単発コンサート       | i*chip_memory PRIVATE LIVE:Report2015-2016→Preview 2017                                                        | 1月22日 高円寺HIGH                |
| 2017年 | 単発コンサート       | Live Memory*2017_Spring【the meaning of ミライト】                                                             | 4月30日 品川プリンスクラブex      |
| 2018年 | 単発コンサート       | FANTASTi*c_memory0114 i*chip_memory PRIVATE LIVE:Report 2017→Preview 2018"futureStyle" supported by まけんグミ | 1月14日 高円寺HIGH                |
| 2018年 | 単発コンサート       | Live Memory*2018_Spring【the Party is CLIMAX!!!!!!】                                                           | 5月1日 Shibuya duo MUSIC EXCHANGE |
| 2018年 | 単発コンサート       | Live Memory*2018_Summer【Question？ 1】                                                                        | 8月23日 高円寺HIGH                |
| 2018年 | 単発コンサート       | Live Memory*2018_Summer【Question？ 2】                                                                        | 8月27日 高円寺HIGH                |
| 2018年 | ジョイントライブ     | IDOLMARKET presents "Mitsuki-QUIT 1286"                                                                        | 11月4日 高円寺HIGH                |
| 2018年 | ジョイントライブ     | IDOLMARKET presents "BRAND NEW TOMORROW"                                                                       | 11月4日 高円寺HIGH                |
| 2018年 | 単発コンサート       | MONSTER's_egg 朝練公演 1回目～モンスタート～                                                                   | 12月24日 高円寺HIGH               |
| 2019年 | 単発コンサート       | MONSTER's_egg 朝練公演 2回目～今年初の運試し～                                                                 | 1月14日 高円寺HIGH                |
| 2019年 | ジョイントライブ     | IDOLMARKET presents Orbit-1                                                                                    | 1月22日 池袋RUIDO K3              |
| 2019年 | ジョイントライブ     | IDOLMARKET presents Orbit-2                                                                                    | 1月23日 池袋RUIDO K3              |
| 2019年 | ジョイントライブ     | IDOLMARKET presents Orbit-3                                                                                    | 1月24日 池袋RUIDO K3              |
| 2019年 | 単発コンサート       | Live Memory*2019_Winter 【the beginning of the end of 2020 Memories】                                          | 1月26日 TOKYO FM HALL             |
| 2019年 | ジョイントライブ     | PARTY of 2020 Memories in TOKYO featuring i*chip_memory【orbit-1】                                             | 3月10日 高円寺HIGH                |
| 2019年 | ジョイントライブ     | PARTY of 2020 Memories in TOKYO featuring i*chip_memory【orbit-1.5】                                           | 3月10日 高円寺HIGH                |
| 2019年 | ジョイントライブ     | PARTY of 2020 Memories in TOKYO featuring i*chip_memory【orbit-2】                                             | 3月21日 六本木VARIT.              |
| 2019年 | ジョイントライブ     | PARTY of 2020 Memories in TOKYO featuring i*chip_memory【orbit-3】                                             | 4月7日 高円寺HIGH                 |
| 2019年 | ジョイントライブ     | PARTY of 2020 Memories in TOKYO featuring i*chip_memory【orbit-4】                                             | 4月7日 高円寺HIGH                 |
| 2019年 | ジョイントライブ     | PARTY of 2020 Memories in TOKYO featuring i*chip_memory【orbit-5】                                             | 4月29日 六本木VARIT.              |
| 2019年 | 単発コンサート       | Live Memory*2019_spring 【PARTY of 2020 Memories in TOKYO featuring i*chip_memory FiNAL】                      | 5月1日 Shibuya duo MUSIC EXCHANGE |
| 2019年 | ジョイントライブ     | Memorial☆SUMMIT featuring i*chip_memory【orbit-1】                                                             | 5月18日 高円寺HIGH                |
| 2019年 | ジョイントライブ     | Memorial☆SUMMIT featuring i*chip_memory【orbit-2】                                                             | 6月23日 六本木VARIT.              |
| 2019年 | ジョイントライブ     | Memorial☆SUMMIT featuring i*chip_memory【orbit-3】                                                             | 6月23日 六本木VARIT.              |
| 2019年 | ジョイントライブ     | Memorial☆SUMMIT featuring i*chip_memory【orbit-4】                                                             | 7月27日 六本木VARIT.              |
| 2019年 | ジョイントライブ     | Start On :secondary 0801                                                                                       | 8月1日 池袋RUIDO K3               |
| 2019年 | ジョイントライブ     | Start On :secondary 1001                                                                                       | 10月1日 池袋RUIDO K3              |
| 2020年 | 単発コンサート       | Nao Torizumi presents icm Light-Purple:Log-on to the future                                                    | 8月29日 MsmileBOX 渋谷            |
| 2020年 | 単発コンサート       | Momoha Fuwa presents icm Green:Log-on to the future                                                            | 8月30日 MsmileBOX 渋谷            |
| 2020年 | 単発コンサート       | Ren Miyama presents icm Purple:Log-on to the future                                                            | 8月30日 MsmileBOX 渋谷            |
| 2020年 | 単発コンサート       | Erii Hanazono presents icm Red:ephemeral-worldline first-season FiNAL                                          | 8月30日 MsmileBOX 渋谷            |
| 2020年 | 単発コンサート       | FANTASTic*FANTASY #1 新衣装お披露目公演!                                                                       | 9月13日 六本木VARIT.              |
| 2020年 | 単発コンサート       | FANTASTic*FANTASY #2 超絶かわいいのはアタシだけ(Version2.0) お披露目公演                                       | 9月19日 六本木VARIT.              |
| 2020年 | 単発コンサート       | IDOLMARKET 2020-FINAL "FANTASTic*VISION"                                                                       | 12月31日 秋葉原ZEST               |
| 2021年 | 単発コンサート       | Live Memory*2021_Spring 【ichipmemory stay alive！！】                                                         | 4月29日 高円寺HIGH                |
| 2021年 | ジョイントコンサート | i+chip=memory定期公演：Stay Tuned =zero=                                                                       | 10月26日 秋葉原ZEST               |
| 2021年 | ジョイントコンサート | i+chip=memory定期公演：Stay Tuned =one=                                                                        | 11月30日 秋葉原ZEST               |
| 2022年 | ジョイントコンサート | i+chip=memory定期公演：Stay Tuned =two=                                                                        | 1月25日 秋葉原ZEST                |
| 2022年 | ジョイントコンサート | i+chip=memory定期公演：Stay Tuned =REVENGE=                                                                    | 2月22日 秋葉原ZEST                |
| 2022年 | ジョイントコンサート | i+chip=memory定期公演：Stay Tuned =three=                                                                      | 3月29日 秋葉原ZEST                |
| 2022年 | ジョイントコンサート | i+chip=memory presents "同じ時を刻むボクら"                                                                    | 4月26日 秋葉原ZEST                |
| 2022年 | 単発コンサート       | Live Memory 2022_Spring "同じ時を刻むボクら"                                                                   | 4月29日 高円寺HIGH                |
| 2022年 | ジョイントコンサート | i+chip=memory定期公演番外編：あいちっぷ的 40min-four-mix                                                       | 5月10日 秋葉原ZEST                |
| 2022年 | ジョイントコンサート | i+chip=memory定期公演：Stay Tuned =four=                                                                       | 5月31日 秋葉原ZEST                |

## 出演

### 映画
- 2020.8.9、10.3〜9 「アイドルスナイパーTHE MOVIE」鳥住奈央 出演[171][233]

### 朗読劇
- 2016.9.28「UBUGOE〜voice of comedy〜vol.13」花園えりい 出演[234]

- 2017.4.3〜4「UBUGOE〜voice of comedy〜vol.15」花園えりい 出演[235]

- 2017.7.12「Azuracty Vol.1 紫陽花夢物語 旗揚げ公演」花園えりい 出演[236]

- 2018.1.31「Azuracty Vol.2 ファンタズマ」葵乃森あずき 出演[237]

- 2018.3.30「Short Story Girls #13」花園えりい・葵乃森あずき 出演[238]

### 舞台
- 2017.9.26〜27「完全犯罪〜Perfect Crime〜」花園えりい 出演[239]

- 2018.10.3〜8 アリスインプロジェクト「クォンタムメモリーズ～量子変数の観測者～」花園えりい 出演[240]

- 2018.12.19〜30 アリスインプロジェクト「アドリブ心理劇 ドナー・イレブン」花園えりい 出演[241]

- 2019.9.12〜25「星の少年と月の姫」深山れん 出演[242]

- 2020.2.27〜31「グラゲキ」鳥住奈央 出演[243]

- 2020.6.8〜21 三栄町LIVE×くろばらしょうじょじごくvol.2「死と乙女～とあるアイドルの葛藤詰将棋編～」鳥住奈央 主演[244]

- 2020.7.15〜19「壬生魔浪士組～魔法少女たちの放課後～」水樹望音 出演[245]

- 2020.8.26〜30 2.5次元舞台「三学演義」鳥住奈央 出演（赤壁チーム）[246]

- 2020.9.22〜26 東京おかわり演劇祭「時間よ止まれ！」「出来心ズ」鳥住奈央 出演[247]

- 2020.9.29〜10.4 東京おかわり演劇祭「セカイノオワリ」「九十九家の一族」鳥住奈央 出演[248]

- 2020.10.17〜18「グラゲキ BUKATSUノススメ・其ノ弐～部活失格～」鳥住奈央 出演[249]

- 2020.11.11〜15 「壬生魔浪士組　第二章～魔法少女と魔法少女～」鳥住奈央 出演[250]

- 2020.12.16〜20 E-Stage Topiaプロデュース公演「Meteor Soda〜流れ星を見つけたら、僕は君の微笑みの訳を知るだろう〜」鳥住奈央 出演[251]

- 2021.2.20〜21 #グラゲキ「まいっちんぐマチコ先生」鳥住奈央 出演[252]

- 2021.3.11〜23 三栄町LIVE×くろばらしょうじょじごくvol.4『将棋図巧・煙詰～そして誰もいなくなった～』鳥住奈央 主演[253]

### ラジオ
- 「i*chip_memory 未来の想い出」→「icmworks. 未来の想い出」→「i+chip=memory 未来の想い出」[47](2018年5月より2023年3月まで[48]毎月第1水曜レギュラー 渋谷クロスFM)

### ネット番組
- "あいとれ"[43]「i*chip_tell me」→「i*chip_training program」→「あいとれ大」「あいとれ勝」(2017年9月より毎月第2・第4水曜レギュラー、東高円寺 笑や、FRESH LIVE) 、「あいとれ勝」→「あい＋かつ＋とれ」(2020年12月より2022年7月まで毎月第4水曜レギュラー、東高円寺 笑や、SHOWROOM)

- 「IGL CHANNEL(アイドルがゲームとライブするチャンネル)」(2019年3月より2021年4月まで毎週火曜レギュラー[58] ニコ生 公式番組)

## 書籍

### 写真集
- 2018年11月4日、Nana Mitsuki Memorial PhotoBook「Mitsuki-QUIT 1286」

### 電子写真集
- 2018年3月1日、電子写真集「[TOKYO IDOL NET] 雪村りか (i*chip_memory)」[254]、「[TOKYO IDOL NET] 美月菜愛 (i*chip_memory)」[255]、「[TOKYO IDOL NET] 花園えりい (i*chip_memory)」[256]、各電子書籍ストアにて発売。

- 2019年1月31日、電子写真集「ELFy BooKs vol.5 あずき」、各電子書籍ストアにて発売[257]。